# Edifici del Banc Central (Falset)
L'Edifici del Banc Central és una obra eclèctica de Falset (Priorat) protegida com a Bé Cultural d'Interès Local.

## Descripció
Edifici de planta rectangular, bastit de maçoneria arrebossada i pintada, de planta baixa i tres pisos. La coberta és a dues vessants. És atípic en el context urbà, presenta una façana complexa. Tres falses columnes donen suport a tres arcs de mig punt que emmarquen la porta central i la finestra i dos balcons del primer pis. Tres balcons s'obren al segon pis i un balcó i dues finestres al tercer. La porta, ornamentada al gust de la fi dels anys vint, dona suport a un rellotge.

## Història
Bastida sobre un edifici anterior aprofitant part d'un dels portals del clos, la casa fou engrandida amb l'absorció de la casa contigua. Cap als anys vint, el Banc de Reus la reformà, conferint-li l'aspecte actual, destinant els baixos a oficines i els pisos superiors a habitatges. Quan va fer fallida va ser absorbida pel Banc Hispano-Colonial i a la fallida d'aquest pel Banc Central.